# Чемпіонат Македонії з футболу 2009—2010
Перша ліга Македонії сезону 2009–2010 — 18 сезон вищого дивізіону Македонії з футболу. Чемпіоном вперше стала «Ренова» з села Джепчиште.

## Клуби
У турнірі взяло участь 12 клубів, які зіграли між собою по круговій системі у три кола. Найбільше команд (п'ять) представляло столицю республіки — Скоп'є. Всі інші населені пункти мали по одній команді.
| Клуб                      | Місто     | Стадіон                  |
| ------------------------- | --------- | ------------------------ |
| «Македонія Гьорче Петров» | Скоп’є    | «Гьорче Петров»          |
| «Металург»                | Скоп’є    | «Железнарниця»           |
| «Мілано»                  | Куманово  | Мілано-Арена             |
| «Пелістер»                | Бітола    | «Тумбе Кафе»             |
| «Перемога»                | Прілеп    | «Гоце Делчев»            |
| «Работнічкі»              | Скоп’є    | «Філіпп II Македонський» |
| «Ренова»                  | Джепчиште | Міський стадіон          |
| «Сілекс»                  | Кратово   | Міський стадіон          |
| «Слога Югомагнат»         | Скоп’є    | «Чаїр»                   |
| «Тетекс»                  | Тетово    | Міський стадіон          |
| «Турново»                 | Турново   | «Кукуш»                  |
| «Вардар»                  | Скоп’є    | «Філіпп II Македонський» |

## Турнірна таблиця
| М | Команда                        | І  | В  | Н  | П  | МЗ | МП | РМ  | О    | Кваліфікація або пониження в класі                      | Ігри між собою |
| - | ------------------------------ | -- | -- | -- | -- | -- | -- | --- | ---- | ------------------------------------------------------- | -------------- |
| 1 | «Ренова» (Ч)                   | 26 | 17 | 4  | 5  | 45 | 21 | +24 | 55   | 2-й кваліфікаційний раунд Ліги чемпіонів УЄФА 2010—2011 |                |
| 2 | «Работнічкі»                   | 26 | 15 | 5  | 6  | 38 | 20 | +18 | 50   | 1-й кваліфікаційний раунд Ліги Європи УЄФА 2010—20111   |                |
| 3 | «Металург» (Скоп'є)            | 26 | 12 | 11 | 3  | 35 | 16 | +19 | 47   | 1-й кваліфікаційний раунд Ліги Європи УЄФА 2010—20111   |                |
| 4 | «Пелістер»                     | 26 | 11 | 6  | 9  | 28 | 27 | +1  | 39   |                                                         |                |
| 5 | «Сілекс»                       | 26 | 8  | 8  | 10 | 29 | 33 | −4  | 32   |                                                         |                |
| 6 | «Вардар»                       | 26 | 9  | 6  | 11 | 31 | 28 | +3  | 0304 |                                                         |                |
| 7 | «Тетекс»                       | 26 | 8  | 6  | 12 | 31 | 30 | +1  | 30   | 2-й кваліфікаційний раунд Ліги Європи УЄФА 2010—20111   |                |
| 8 | «Турново»                      | 26 | 8  | 5  | 13 | 27 | 35 | −8  | 0263 |                                                         |                |
| 9 | «Мілано» (Пн)                  | 26 | 1  | 3  | 22 | 14 | 81 | −67 | 6    | Плей-оф                                                 |                |
| – | «Македонія Гьорче Петров» (Пн) | 10 | 5  | 4  | 1  | 23 | 5  | +18 | 02   | Пониження до Другої ліги 2010–11                        |                |
| – | «Побєда» (Пн)                  | 0  | 0  | 0  | 0  | 0  | 0  | 0   | 05   | Пониження до Другої ліги 2010–11                        |                |
| – | «Слога Югомагнат» (Пн)         | 10 | 3  | 2  | 5  | 9  | 16 | −7  | 02   | Пониження до Другої ліги 2010–11                        |                |

Джерела: FFM (мак.) (англ.)
Правила класифікації: 
1) очок; 2) очок в очних зустрічах; 3) різниця м'ячів в очних зустрічах; 4) забито м'ячів в очних зустрічах; 5) різниця м'ячів; 6) кіл-ть забитих м'ячів.
1Як переможець кубку Македонії
2«Македонія» і «Слога» були виключені зі складу Першої ліги через пропуск двох матчів чемпіонату. Їх результати у 12 турах були анульовані
3З «Турново» було знято три очки через неявку на матч 14 туру проти «Металурга»
4З «Вардара» було знято три очки через неявку на матч 18 туру проти «Металурга»
5«Перемога» була виключена зі складу Першої ліги. Всі матчі команди у сезоні були анульовані
(Ч) = Чемпіон; (Пн)/(В) = Понижено в класі/Вибув; (Пв) = Підвищення в класі; (ПП) = Переможець плей-оф; (Н) = Перехід до наступного раунду. 
Застосовується тільки коли сезон ще не закінчений: 
(К) = Кваліфікований до раунду турніру; (КН) = Кваліфікований до турніру, але не до конкретного раунду; (Д) = Дискваліфікований з турніру.

Head-to-Head: used when head-to-head record is used to rank tied teams.

## Результати

### Перше і друге коло
| Вдома \ В гостях1         | МАК  | МЕТ  | МІЛ  | ПЕЛ  | ПЕР  | РАБ  | РЕН  | СІЛ  | СЛО  | ТЕТ  | ТУР  | ВАР  |
| «Македонія Гьорче Петров» |      |      | 8–0  | 0–0  | 0–33 |      | 0–13 | 2–0  | 4–1  | 1–03 |      | 5–0  |
| «Металург» (Скоп'є)       | 0–0  |      | 4–0  | 1–2  | 2–13 | 1–1  | 3–1  | 2–2  |      | 4–0  | 3–02 | 3–04 |
| «Мілано»                  |      | 0–0  |      | 3–02 | 3–23 | 0–2  | 0–2  | 1–4  | 0–3  | 1–5  | 0–2  | 0–4  |
| «Пелістер»                |      | 3–0  | 3–1  |      | 1–03 | 1–0  | 1–1  | 1–1  | 0–0  | 3–1  | 1–2  | 1–0  |
| «Побєда»                  | 0–03 | 0–13 | 4–13 | 0–03 |      | 4–23 | 0–43 | 2–23 | 2–03 | 2–03 | 1–03 | 2–13 |
| «Работнічкі»              | 1–1  | 1–1  | 5–1  | 3–0  | 6–23 |      | 2–1  | 1–1  |      | 3–1  | 1–0  | 1–0  |
| «Ренова»                  | 1–0  | 3–1  | 4–0  | 1–0  | 2–13 | 2–0  |      | 3–1  | 3–1  | 1–0  | 3–2  | 3–2  |
| «Сілекс»                  |      | 0–1  | 4–0  | 1–0  | 0–13 | 2–0  | 0–5  |      | 2–1  | 1–0  | 3–0  | 1–1  |
| «Слога Югомагнат»         |      | 0–1  |      | 1–33 |      | 0–3  |      | 0–33 |      | 1–0  | 1–1  | 1–0  |
| «Тетекс»                  | 2–2  | 0–0  | 6–0  | 1–2  | 3–13 | 0–1  | 0–1  | 1–1  | 3–03 |      | 1–0  | 1–0  |
| «Турново»                 | 0–1  | 1–1  | 3–1  | 4–3  | 3–13 | 0–2  | 2–2  | 2–0  | 2–03 | 0–2  |      | 0–1  |
| «Вардар»                  | 3–03 | 0–0  | 2–0  | 1–0  | 0–03 | 1–2  | 1–1  | 3–1  |      | 3–1  | 1–3  |      |

Джерело: FFM (мак.) (англ.)
1Команда-господар записана у лівому стовпчику.
2Технічні рахунки. Команди бойкотували ті поєдинки
3Результати анульовані
4«Вардару» зарахована технічна поразка через участь у матчі Стефана Ристовського, який не був заявлений на турнір
Кольори: Голубий = господар переміг; Жовтий = нічия; Червоний = гості перемогли.

### Третій раунд
| Вдома \ В гостях1   | МЕТ | МІЛ | ПЕЛ | ПЕР  | РАБ | РЕН | СІЛ | ТЕТ  | ТУР  | ВАР |
| «Металург» (Скоп'є) |     | 3–0 | 1–0 | 3–02 |     | 1–0 |     |      | 1–1  |     |
| «Мілано»            |     |     | 2–2 |      | 0–2 |     |     | 2–4  |      | 0–5 |
| «Пелістер»          |     |     |     | 1–02 | 1–0 |     | 1–0 | 0–0  |      | 1–0 |
| «Побєда»            |     |     |     |      |     |     |     | 2–02 | 0–12 |     |
| «Работнічкі»        | 1–2 |     |     |      |     |     | 1–2 | 2–1  |      | 1–1 |
| «Ренова»            |     | 1–0 | 3–1 | 2–12 | 0–1 |     |     |      | 2–0  |     |
| «Сілекс»            | 0–1 | 1–1 |     | 3–02 |     | 0–0 |     |      | 1–1  |     |
| «Тетекс»            | 0–0 |     |     |      |     | 0–1 | 2–0 |      |      | 1–1 |
| «Турново»           |     | 2–1 | 0–1 |      | 0–1 |     |     | 0–1  |      |     |
| «Вардар»            | 0–0 |     |     |      |     | 2–0 | 2–0 |      | 0–1  |     |

Джерело: FFM (мак.) (англ.)
1Команда-господар записана у лівому стовпчику.
2Результати матчів скасовано
Кольори: Голубий = господар переміг; Жовтий = нічия; Червоний = гості перемогли.

## Плей-оф
| 30 травня 2010 16:30 CEST |

| «Мілано»                    | 1 – 2 (д.ч.) | «Брегальниця»                                   |
| --------------------------- | ------------ | ----------------------------------------------- |
| Александар Стояновський 78' |              | Мартин Димовський 72' Влатко Новаков 110' (pen) |

| «Гьорче Петров», Скоп’є Арбітр: Димитар Мачкаровський, Скоп’є |

## Бомбардири
15 голів
- Бобі Божиновський («Работнічкі»)

12 голів
- Бесарт Ібраїмі («Ренова»)
- Душан Савич («Работнічкі»)

11 голів
- Драган Димитровський («Пелістер», «Перемога»)
- Бобан Янчевський («Ренова»)

10 голів
- Ілия Нистороський («Перемога»)

9 голів
- Баже Ілийоський («Металург»)

7 голів
- Ілбер Алі («Ренова»)
- Мар’ян Алтіпармаковський («Пелістер»)
- Драган Георгієв («Турново»)
- Івиця Глігоровський («Македонія Гьорче Петров», «Тетекс»)
- Миле Крстев («Металург»)
- Александар Стояновський («Тетекс», «Мілано»)
- Бошко Ступич («Вардар»)
- Вандеїр («Работнічкі»)